# Enotogenes exiguus
Enotogenes exiguus là một loài bọ cánh cứng trong họ Cerambycidae.